# Magliophis
Genre
Magliophis est un genre de serpents de la famille des Dipsadidae.

## Répartition
Les 2 espèces de ce genre se rencontrent à Porto Rico, dans les Îles Vierges des États-Unis et dans les Îles Vierges britanniques.

## Liste des espèces
Selon The Reptile Database (2 septembre 2013) :
- Magliophis exiguum (Cope, 1863)
- Magliophis stahli (Stejneger, 1904)

## Étymologie
Le nom de ce genre est formé à partir de Maglio, en l'honneur de Vincent J. Maglio, et du mot grec ophis, le serpent.

## Publication originale
- Zaher, Grazziotin, Cadle, Murphy, de Moura-Leite & Bonatto, 2009 : Molecular phylogeny of advanced snakes (Serpentes, Caenophidia) with an emphasis on South American Xenodontines: a revised classification and descriptions of new taxa. Papéis Avulsos de Zoologia (São Paulo), vol. 49, no 11, p. 115-153 (texte intégral).